# Metzeral
Metzeral je francouzská obec v departementu Haut-Rhin v regionu Grand Est. V roce 2014 zde žilo 1 105 obyvatel.

## Poloha obce
Obrc leží u hranic departementu Haut-Rhin s departementem Vosges.
Sousední obce jsou: La Bresse (Vosges), Kruth, Linthal, Mittlach, Muhlbach-sur-Munster, Oderen, Sondernach, Stosswihr a Wildenstein.

## Vývoj počtu obyvatel
Počet obyvatel